# Netoge no Yome wa Onna no Ko Janai to Omotta?
Netoge no Yome wa Onna no Ko Janai to Omotta? (ネトゲの嫁は女の子じゃないと思った? Netoge no Yome wa On'nanoko Janai to Omotta??, lit. ¿Y pensaste que nunca hay una chica online?) es una serie de novelas ligeras, escritas por Shibai Kineko e ilustradas por Hisasi. ASCII Media Works ha publicado 23 volúmenes desde el 10 de julio de 2013 bajo la imprenta Dengeki Bunko en la revista Dengeki Bunko Magazine. Una adaptación a manga con ilustraciones de Kazui Ishigami se publicó en la revista de manga seinen Dengeki G's Comic de ASCII Media Works desde el 30 de agosto de 2014 hasta el 29 de septiembre de 2018, y se compilo en 8 volúmenes tankōbon. Además, una adaptación a anime por Project No.9 se emitió entre el 7 de abril al 23 de junio de 2016.

## Argumento
Hideki Nishimura, quien juega el juego Legendary Age juró que nunca más se casaría en línea después de confesarse a una chica que le dijo que era un chico en la vida real. Dos años después, la persistencia de Ako, otra jugadora de Legendary Age quien está en el mismo gremio que él, terminó por agotarle la paciencia, hasta que él accedió a casarse en el juego con ella. Cuando finalmente se encuentran en persona el resto de los miembros del gremio, él queda impactado de descubrir que todos son chicas, y que estudian en la misma escuela.

## Personajes

### Principales
Hideki Nishimura (西村 英騎 Nishimura Hideki?) / Lucian / Rusian (ルシアン Rushian?)
Seiyū: Toshiyuki Toyonaga
El protagonista principal. En el juego, su personaje es un caballero, y está casado con el personaje de Ako. En la vida real, es un estudiante de primer año de instituto, y le cuesta confiar en las chicas a raíz de un incidente en el cual se le confesó a una chica en el juego, y esta le dijo que en realidad era un hombre.
Ako Tamaki (玉置 亜子 Tamaki Ako?) / Ako (アコ?)
Seiyū: Rina Hidaka
La protagonista femenina. En el juego, su personaje es una clériga cuya función es mayormente de curar en vez de pelear, y logró que Hideki aceptara su propuesta de matrimonio en línea después de mucha insistencia. En la vida real, asiste a la misma escuela que Hideki, pero debido a su adicción a los juegos en línea, le cuesta distinguir entre ellos y la realidad, y tiene por costumbre llamar a sus compañeros por los nombres de sus avatares en lugar de sus verdaderos nombres. Se da su primer beso con Hideki en el volumen 15 de la novela ligera.
Akane Segawa (瀬川 茜 Segawa Akane?) / Schwein (シュヴァイン Shuvain?)
Seiyū: Inori Minase, Masaya Matsukaze (juego)
En el juego su personaje es un caballero masculino. En la vida real está en la misma clase que Hideki, y detesta a los otaku a pesar de ser ella misma una. El nombre de su avatar, "Schwein", en alemán significa "cerdo", cosa que no sabía hasta que Kyo se lo dijo en la vida real, para su gran frustración.
Kyōh Goshōin (御聖院 杏 Goshouin Kyou?) / Apricot (アプリコット Aprikotto?)
Seiyū: M・A・O, Wataru Hatano (juego)
En el juego, su avatar es el líder del gremio, un mago masculino. En la vida real, es estudiante de segundo año y presidenta del consejo estudiantil del instituto. Al provenir de una familia adinerada, suele usar su dinero para conseguir lo que ella y sus amigos necesitan.

### Secundarios
Nanako Akiyama (秋山 奈々子 Akiyama Nanako?) / Sette (セッテ?)
Seiyū: Hitomi Ohwada
Una amiga de Akane y jugadora novata. Por accidente descubre que a Akane le gustan los juegos online, pero promete guardar el secreto, y comienza a jugar Legendary Age poco después.
Yui Saitō (斉藤 結衣 Saitou Yui?) / Nekohime (猫姫?)
Seiyū: Yoshino Nanjō
Profesora del insistuto y supervisora del club de Hideki y sus compañeros. Resulta ser quien juega con el avatar al que Hideki se le confesó y le dijo que en realidad era un hombre, para evitar una situación incómoda.
Madre de Ako (亜子の母 Ako no Haha?)
Seiyū: Megumi Takamoto
La madre de Ako, que parece estar feliz de que su hija haya encontrado un amigo en el mundo real.
Mizuki Nishimura (西村 瑞姫 Nishimura Mizuki?)
Seiyū: Mayu Iizuka
La hermana menor de Hideki.
Mikan Futaba (双葉 みかん Futaba Mikan?)
Tokimune Goshōin (御聖院 時宗 Goshouin Tokimune?)

### Legendary Age
Mago Negro (黒の魔術師?)
Seiyū: Koji Yusa
Cloud (クラウド?)
Seiyū: Seiichiro Yamashita
Líder del gremio "Nekohime Guards".
Butts (バッツ?)
Seiyū: Toshiki Masuda
Líder del gremio de 5 miembros "Wallenstein", el gremio de mercenarios más fuerte.
Drum Tower (コロウ?) / Mizuki (ミズキ?)
Seiyū: Takumi Kamata (Drum Tower), Yumi Uchiyama (Mizuki)
Drum Tower (Caballero), Mizuki (Sanador), ambos son miembros del gremio "Wallenstein".

## Media

### Novela ligera
Netoge no Yome wa Onna no Ko Janai to Omotta? es escrito por Shibai Kineko e ilustrado por Hisasi. El primer volumen de la novela ligera fue publicado el 10 de julio de 2013 por ASCII Media Works bajo su imprenta Dengeki Bunko en la revista Dengeki Bunko Magazine. Hasta el momento 23 volúmenes han sido publicados.
| Volúmenes de novelas ligeras publicadas | Volúmenes de novelas ligeras publicadas | Volúmenes de novelas ligeras publicadas |
| Número                                  | Fecha de publicación                    | ISBN                                    |
| --------------------------------------- | --------------------------------------- | --------------------------------------- |
| 1                                       | 10 de julio de 2013                     | ISBN 978-4-04-891799-5                  |
| 2                                       | 10 de octubre de 2013                   | ISBN 978-4-04-866030-3                  |
| 3                                       | 8 de febrero de 2014                    | ISBN 978-4-04-866332-8                  |
| 4                                       | 10 de mayo de 2014                      | ISBN 978-4-04-866572-8                  |
| 5                                       | 9 de agosto de 2014                     | ISBN 978-4-04-866780-7                  |
| 6                                       | 10 de diciembre de 2014                 | ISBN 978-4-04-869090-4                  |
| 7                                       | 10 de abril de 2015                     | ISBN 978-4-04-865065-6                  |
| 8                                       | 8 de agosto de 2015                     | ISBN 978-4-04-865340-4                  |
| 9                                       | 10 de diciembre de 2015                 | ISBN 978-4-04-865587-3                  |
| 10                                      | 9 de abril de 2016                      | ISBN 978-4-04-865914-7                  |
| 11                                      | 10 de junio de 2016                     | ISBN 978-4-04-865956-7                  |
| 12                                      | 8 de octubre de 2016                    | ISBN 978-4-04-892452-8                  |
| 13                                      | 10 de febrero de 2017                   | ISBN 978-4-04-892664-5                  |
| 14                                      | 9 de junio de 2017                      | ISBN 978-4-04-892952-3                  |
| 15                                      | 7 de octubre de 2017                    | ISBN 978-4-04-893401-5                  |
| 16                                      | 10 de febrero de 2018                   | ISBN 978-4-04-893615-6                  |
| 17                                      | 9 de junio de 2018                      | ISBN 978-4-04-893900-3                  |
| 18                                      | 10 de noviembre de 2018                 | ISBN 978-4-04-912098-1                  |
| 19                                      | 10 de abril de 2019                     | ISBN 978-4-04-912460-6                  |
| 20                                      | 10 de septiembre de 2019                | ISBN 978-4-04-912799-7                  |
| 21                                      | 10 de abril de 2020                     | ISBN 978-4-04-913182-6                  |
| 22                                      | 10 de noviembre de 2023                 | ISBN 978-4-04-913582-4                  |
| 23                                      | 8 de diciembre de 2023                  | ISBN 978-4-04-915142-8                  |

### Manga
Una adaptación a manga con ilustraciones de Kazui Ishigami se serializo en la revista Dengeki G's Comic de ASCII Media Works del 30 de agosto de 2014 al 29 de septiembre de 2018, y se compilo en 8 volúmenes tankōbon.
| Volúmenes de novelas ligeras publicadas | Volúmenes de novelas ligeras publicadas | Volúmenes de novelas ligeras publicadas |
| Número                                  | Fecha de publicación                    | ISBN                                    |
| --------------------------------------- | --------------------------------------- | --------------------------------------- |
| 1                                       | 10 de marzo de 2015                     | ISBN 978-4-04-869365-3                  |
| 2                                       | 10 de octubre de 2015                   | ISBN 978-4-04-865470-8                  |
| 3                                       | 9 de abril de 2016                      | ISBN 978-4-04-865918-5                  |
| 4                                       | 10 de junio de 2016                     | ISBN 978-4-04-865919-2                  |
| 5                                       | 10 de febrero de 2017                   | ISBN 978-4-04-892703-1                  |
| 6                                       | 7 de octubre de 2017                    | ISBN 978-4-04-893352-0                  |
| 7                                       | 10 de marzo de 2018                     | ISBN 978-4-04-893731-3                  |
| 8                                       | 10 de noviembre de 2018                 | ISBN 978-4-04-912183-4                  |

### Anime
Una adaptación a anime por Project No.9 fue anunciada el 7 de agosto de 2015 y se emitió entre el 7 de abril y el 23 de junio de 2016. El opening es "1st Love Story" ( Fāsuto Rabu Sutōrī?) interpretado por Luce Twinkle Wink☆. El ending es "Zero Ichi Kiseki" (ゼロイチキセキ , lit. Cero Milagros?) y es interpretado por Yoshino Nanjō. Crunchyroll obtuvo la licencia de la serie fuera de Asia.

#### Lista de episodios
| Episodios | Episodios | Episodios           |
| Número    | Título | Fecha de estreno    |
| --------- | --- | ------------------- |
| 1         | «Lv.01 ¿Pensé que mi esposa de juegos online no era una chica?» «Lv.01 Netoge no yome wa on'nanoko janai to omotta?» (Lv.01 ネトゲの嫁は女の子じゃないと思った?)  | 7 de abril de 2016  |
| 2         | «Lv.02 ¿Pensé que no podíamos jugar juegos online en la escuela?» «lv.02 Gakkō ja netoge wa dekinai to omotta?» (Lv.02 学校じゃネトゲはできないと思った？)        | 14 de abril de 2016 |
| 3         | «Lv.03 ¿Pensé que los juegos online y la realidad eran diferentes?» «Lv.03 Netoge to Riaru wa chigau to omotta?» (Lv.03 ネトゲとリアルは違うと思った？)           | 21 de abril de 2016 |
| 4         | «Lv.04 ¿Pensé que su secreto no iba a salir?» «Lv.04 Ano ko no himitsu ga barenai to omotta?» (Lv.04 あの子の秘密がバレないと思った？)                            | 28 de abril de 2016 |
| 5         | «LV.05 ¿Pensé que una vez que reencarnes, tendrías otra oportunidad?» «Lv.05 Tensei sureba wanchan aru to omotta?» (Lv.05 転生すればワンチャンあると思った？)     | 5 de mayo de 2016   |
| 6         | «Lv.06 ¿Pensé que al declarar mi amor, estaba seguro de tener éxito?» «Lv.06 Kokuhaku Shitara Seikō Kakutei Da to Omotta?» (Lv.06 告白したら成功確定だと思った？) | 12 de mayo de 2016  |
| 7         | «Lv.07 ¿Pensé que si iba a la playa, me convertiría en un normie?» «Lv.07 Umi ni Ittara Riajū ni Nareru to Omotta?» (Lv.07 海に行ったらリア充になれると思った？)  | 19 de mayo de 2016  |
| 8         | «Lv.08 ¿Pensé que había dejado de ser su esposo en los juegos online?» «Lv.08 Netoge no dan'na o Akirameru to Omotta?» (Lv.08 ネトゲの旦那を諦めると思った？)     | 26 de mayo de 2016  |
| 9         | «Lv.09 ¿Pensé que si terminabamos, nos llevaríamos mejor?» «Lv.09 Otomari shitara Nakayoku nareru to Omotta?» (Lv.09 お泊まりしたら仲良くなれると思った？)        | 2 de junio de 2016  |
| 10        | «Lv.10 ¿Pensé que podríamos hacer lo mejor en el festival cultural?» «Lv.10 Bunkamatsurinara ganbaru to Omotta?» (Lv.10 文化祭なら頑張ると思った？)               | 9 de junio de 2016  |
| 11        | «Lv.11 ¿Pensé que podíamos ganar si lo delegábamos a otros?» «Lv.11 Taninmakase de Kateru to Omotta?» (LV.11 他人任せで勝てると思った？)                          | 16 de junio de 2016 |
| 12        | «Lv.12 ¡Mi esposa en los juegos online es una chica en internet!» «Lv.12 Netoge no yome wa on'nanokona ndesu yo!» (LV.12 ネトゲの嫁は女の子なんですよ！)          | 23 de junio de 2016 |